# Leibur
Акціонерне товариство «Ле́йбур» (ест. AS Leibur) — найстаріше підприємство хлібопекарної промисловості Естонії.

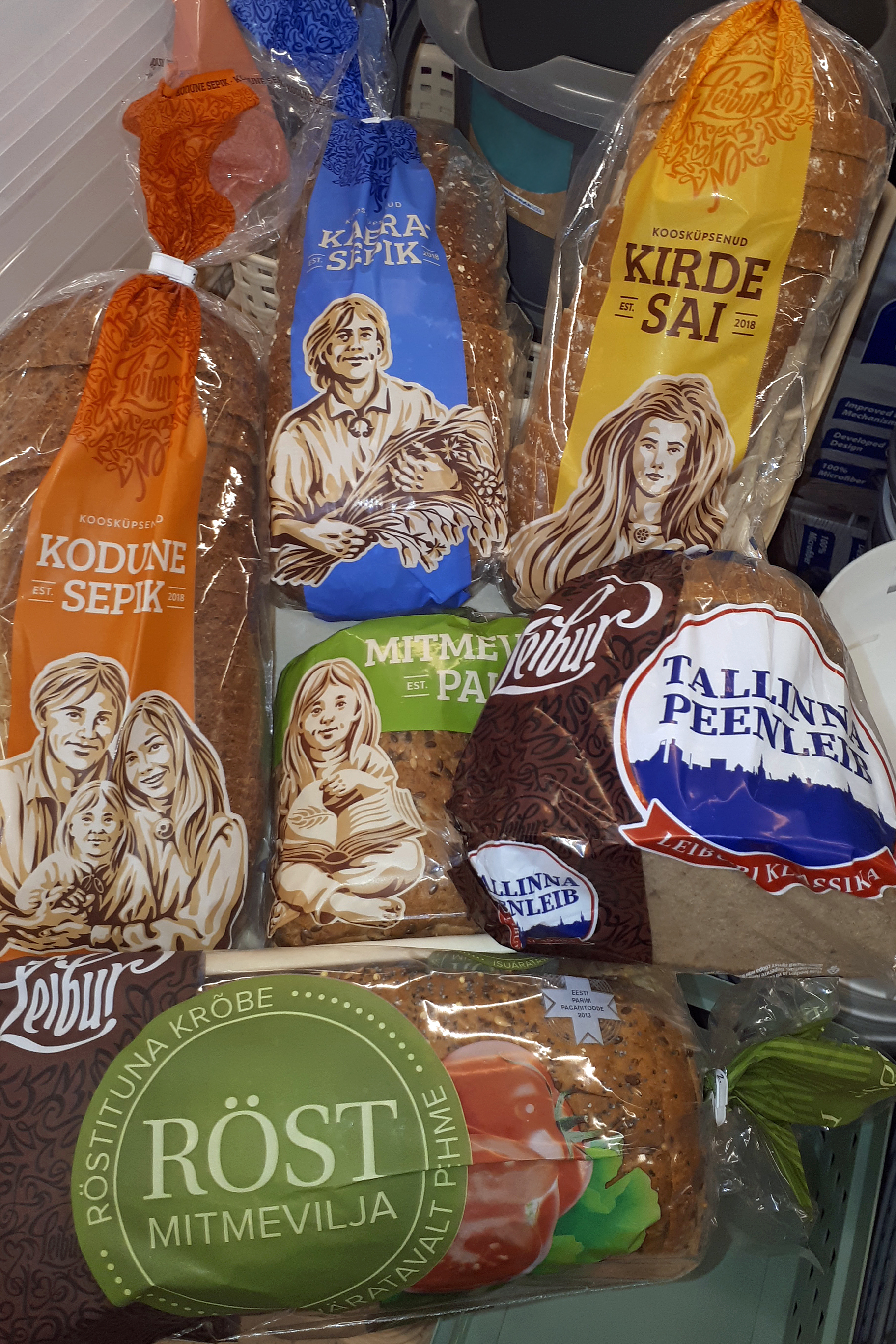

## Історія
Попередником власної компанії у ВАТ «Лейбур» вважається хлібопекарня, відкрита жителем Таллінна, Юлісом Валентином Екшем (Julius Valentin Jaeksch), у 1762 р. у Старому місті. Цей рік також вважається початком промислового виробництва хлібопекарських виробів в Естонії.

### У Радянській Естонії
Виробниче об'єднання «Лейбур» було засноване в 1976 на базі Таллінського хлібокомбінату, Хаапсалуського хлібозаводу і Салутагузеського дріжджового заводу. Було об'єднано чотири заводи та п'ять виробництв, схвалено назву Leibur та введено у використання логотип підприємства у вигляді ковпака пекаря, який дотепер зберігся в майже незміненому вигляді.
1978 року на об'єднанні було виготовлено 40 908 тонн хлібобулочних виробів, 1 587 тонн кондитерських виробів, 3 818 тонн макаронів, 2 296 тонн дріжджів.
ВО «Лейбур» було одним із найбільших підприємств харчової промисловості в Естонській РСР.
Чисельність працівників об'єднання за станом 1 січня 1979 року — 999 людей.

### В Естонській Республіці
На сайті акціонерного товариства Leibur викладено подальшу історію підприємства:
1993 — 3/4 підприємства приватизувала фінська фірма Cultor, 1/4 — шведський концерн Cerealia AB (з хлібного дивізіону фірми Cultor пізніше сформувався концерн Vaasan, а з Cerealia — концерн Lantmännen). Цього ж року на підприємстві, вперше в Естонії, хлібобулочні вироби стали пакувати в поліетиленові пакети.
1995 — розпочато нарізка хлібобулочних виробів.
1997 — виробництво було зосереджено на таллінському заводі на вулиці Кадака (ест. Kadaka tee).
2000 рік — викуплений тартуський хлібозавод «Ceres Pagar».
2005 — відкрита лінія для виробництва тостового хліба.
2006 рік — розпочато експорт тостових хлібобулочних виробів до країн Прибалтики.
2009 рік — підприємству видано сертифікат, що відповідає стандарту ISO 22000:2005 системи управління безпекою харчових продуктів. Розпочато експорт продукції до Фінляндії.
2011 рік — запроваджено технологію «чистих приміщень» на лінії тостового хліба, єдину в країнах Балтії, яка дозволяє виробляти високоякісні вироби з 7-денним терміном зберігання, що не містять Е-речовин.
2015 рік — з цього року Leibur AS повністю належить шведському концерну Lantmännen (якому належить і фінський Vaasan OY) — сільськогосподарському кооперативу, що займає провідні позиції в Північній Європі як в галузі сільського господарства, машинобудування та біоенергії.
2018 рік — Leibur AS ввів у дію нову виробничу лінію, яка кардинально змінила зовнішній вигляд промислових хлібобулочних виробів: нова технологія випічки «бік до боку» зберігає вологість та соковитість кондитерських та хлібобулочних виробів та підкреслює їх смак.
2018 — восени Leibur AS за 38,6 мільйона євро викупив у материнського підприємства Vaasan Oy його дочірні підприємства в Латвії та Литві.

#### Основні показники підприємства
Торговий оборот підприємства у 2019 році склав 24 533 909 євро, з них частка доходів від експорту продукції — 47,5%.
Середня брутто-зарплата у другому кварталі 2020 року становила 1465 євро, у першому кварталі 2021 року — 1540 євро.

#### Конкурси з випікання хліба
У 2012 році акціонерне товариство Leibur оголосило конкурс з випікання домашнього хліба Leiburi Leivategu, присвячений своєму 250-річному ювілею. Такі ж конкурси були проведені у 2013, 2014, 2015, 2016 та 2017 роках. Переможцю конкурсу видавалася премія у розмірі 1500 євро, а розроблений ним рецепт приймався у виробництво наступного року. У перші два роки шукали найкращий рецепт житнього хліба, на третій рік — хліба з насінням, на четвертий — пеклованого (ситного) хліба, у 2017 році шукали найкращий рецепт хліба із вмістом цілозернового житнього борошна не менше 50%.
У 2013 році переможницею стала Еха Карус (Eha Karus), за її рецептом у 2014 році на підприємстві було випечено «Eha hommikuleib» — «Хліб для сніданку від Ехі».
На конкурс 2014 року було надіслано понад 60 рецептів як з Естонії, так і з-за кордону. У фіналі зустрілися учасники з Таллінна, Пярну, Москви, Тартумаа та Йигевамаа. Переможницею стала Еве-Каті М'яги (Eve-Kati Mägi) з рецептом «Kõhu pai» (з ест. буквально — «Пайка живота»), в якому використовується багато насіння соняшника, гарбузового, конопляного і лляного насіння, а також чорнослив і кардамон. У 2015 році переможцем став чоловік Аллан Тоодо (Allan Toodo) з Пярнумаа з рецептом ситного хліба з помаранчем.
Перший подібний конкурс був проведений Міністерством сільського господарства Естонії спільно з Естонським Союзом Хліба у 2008 році.